# 吉川之経
吉川 之経（きっかわ ゆきつね）は、室町時代中期から戦国時代前期にかけての武将。安芸国山県郡大朝新庄を本拠とする国人・吉川氏10代当主。

## 生涯
応永22年（1415年）、安芸国山県郡大朝新庄を本拠とする国人・吉川経信の嫡男として生まれる。
康正2年（1456年）2月10日、父・経信の死去により家督を継ぎ、安芸国分郡守護の武田信賢と所領を巡って争うが、小早川氏の仲介を受けて和解している。
翌長禄元年（1457年）、周防国と長門国守護・大内教弘が厳島神主家との関係で武田信繁の佐東銀山城を攻めた際には、管領・細川勝元の命を受けて毛利煕元ら安芸国人と共に信繁を支援して大内軍を撃退した（山本合戦）。その後、子の経基に実権を譲渡している。
応仁元年（1467年）から始まる応仁の乱では、東軍の細川方に加わって京都へと出兵し、相国寺周辺での戦闘にも参加した。この京都周辺での戦闘において嫡男の経基が勇戦奮闘し、その武勇を天下に轟かせた。
文明9年（1477年）1月7日に死去。享年63。吉川氏の本拠である安芸国山県郡新庄の正観院に葬られた。